# Estação de Lille-Flandres
A Estação de Lille-Flandres (em francês: Gare de Lille-Flandres) é uma estação ferroviária francesa das linhas de Paris-Nord à Lille (quatro outras linhas se ramificam para Fives) e de Lille aux Fontinettes. Ela é a principal estação ferroviária da cidade de Lille, localizada no centro da cidade, no departamento do Norte, na região dos Altos da França.
O termo Flandres é acolado ao seu nome em 1993, com a abertura da estação vizinha de Lille-Europe (situada na LGV Nord). Esta escolha se deve à sua situação na Flandres francesa.
Ele foi inaugurada em 1848 pela Compagnie des chemins de fer du Nord. É uma estação da SNCF, servida pelo TGV, os InterCity belgas e trens regionais (incluindo o TER Nord-Pas-de-Calais). A estação Lille-Flandres é a maior estação de trem de TER da França fora de Paris; é também a segunda estação de província em termos de frequência atrás da estação de Lyon-Part-Dieu.

## Situação ferroviária
A estação de Lille-Flandres é estabelecida no bairro de Lille-Centre, a vinte e um metros de altitude. Ela é vizinha da estação de Lille-Europe, distante cerca de quinhentos metros a nordeste. A estação serve a totalidade da região Nord-Pas-de-Calais.
Lille-Flandres está localizado no ponto quilométrico (PK) 250,928 da linha de Paris-Nord à Lille, da qual ela é o terminal. É também a origem da linha de Lille aux Fontinettes, que lhe permite chegar a Calais-Ville.
A cerca de 1 800 metros ao sul (em direção a Paris), ao nível do faubourg de Fives, quatro linhas (das quais a estação é a origem da sequência do ponto quilométrico exceto pela linha de Fives – Mouscron) se ramificam na linha de Paris-Nord à Lille : a linha de Fives à Hirson, a linha de Fives à Mouscron (fronteira) em direção a Gante, a linha de Fives à Abbeville parcialmente desmantelada (depois de Saint-Pol-sur-Ternoise), e, finalmente, a linha de Fives à Baisieux na direção de Tournai. Além disso, cerca de 2 200 metros ao nordeste, as junções do Lion d'Or permitem de os trens utilizarem a linha Fives – Mouscron para chegar à estação, ao longo de uma curta seção da linha Lille – Calais.
A estação constitui assim um centro de uma importante estrela ferroviário de seis ramos (sete se é contada a curta ligação à linha de Fretin a Fréthun — ramo de Calais da LGV Nord —, na linha de Fives a Hirson).

## História

### Origem
Em 15 de fevereiro de 1838, a câmara dos deputados coloca em votação um projeto de lei para dar prioridade ao estabelecimento de uma ferrovia de Paris a Lille, com uma ramificação em Bolonha-sobre-o-Mar pelo vale do rio Somme, mas ela o rejeita porque ele deve ser feito pelo Estado, de modo que não haja financiamento previsto.
Os habitantes de Lille deveram esperar até a lei de 15 de julho de 1840, para ter uma concretização de um projeto de ferrovia levando para a cidade e ligando-a com a rede de ferrovias da Bélgica. De fato, esta lei coloca à disposição do governo um crédito de 10 milhões de francos para realizar a ferrovia de Lille e de Valenciennes para a fronteira com a Bélgica. A administração compromete-se com os meios de modo que o trabalho possa ser rapidamente executado, mas as "circunstâncias políticas" retardam o processo com medo de que haja outras prioridades para a utilização das dotações atribuídas. O problema é resolvido pela lei de 25 de junho de 1841, em relação às obras públicas extraordinárias, que especifica a atribuição de créditos destinados às ferrovias executadas pelo Estado, regularizando-se os anos de 1840 e 1841 e atribuindo especialmente 4 500 000 francos para as ferrovias de Lille e Valenciennes à fronteira com a Bélgica, com o saldo sendo atribuído aos novos créditos para os anos de 1842 e 1843. Os trabalhos da linha de Lille (elemento da atual linha de Fives à Mouscron (fronteira)) começaram em julho de 1841. Em novembro de 1842, uma primeira seção, entre Roubaix e Mouscron é concluída, o que permite o início de seu serviço e de relações com a estação belga de Courtrai.
A construção do trecho de Roubaix a Lille avança mas a localização de seu terminal em Lille está suspenso para o resultado de intensas negociações entre a administração das ferrovias, os militares, o município e outros grupos de pressão locais. Estas discussões colidem contra a escolha entre as duas opções, uma estação intra muros em impasse ou uma estação extra muros de passagem. Uma primeira proposta da administração, que propôs uma estação interior com área de desembarque para os viajantes, entrega de locomotivas, de vagões e outras dependências, é rejeitada pela comissão municipal; é uma estação incompleta necessitando da abertura extra muros de "uma estação maior e mais importante que a primeira (...) que exige que toda a circulação de mercadorias, funcionários aduaneiros, e tudo o que está relacionado com um grande movimento de assuntos comerciais". Esta recusa leva a uma nova proposta, com uma estação de interior dispondo de todas as instalações necessárias para os viajantes, as mercadorias e o serviço de exploração. Mas esta segunda versão parece não ser realizável devido ao espaço disponível restrito sem ter necessidade de fazer desapropriações das propriedades de valor. A 10 de janeiro de 1843, as diferentes partes concordam com o princípio de uma solução de compromisso com uma estação em cada um dos dois locais, uma intra muros e a outra extra muros.

### Estaçãoextra-murosa Fives (1843-1844)

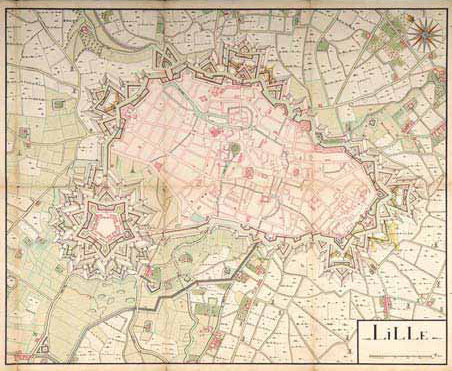
Plano antigo da cidade, que então mostra que o problema para a instalação de uma estação intra muros

Em junho de 1843, o último trecho está em fase de conclusão com o lançamento dos trilhos na comuna de Fives.
O município demanda a criação rápida de uma estação provisória estabelecida a suas expensas extra muros, em um lugar chamado de "Le Lion-d'Or" para o faubourg Saint-Maurice, no limite da zona de servidão militar non aedificandi, na comuna de Fives. Este projeto é aceito e uma estação provisória é construída. As obras da estação são concluídas em 6 de julho.

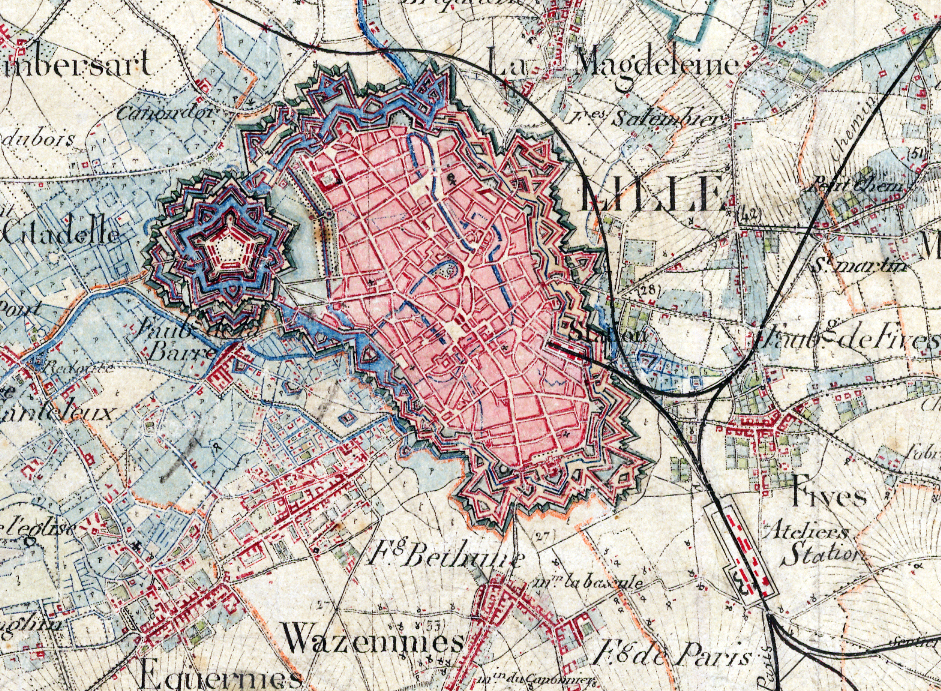
Detalhe do mapa do estado-maior com os levantamentos de 1824 e 25, em que foi adicionado o traçado das linhas ferroviárias antes de 1860. A primeira estação esteve próxima da parte direita do triângulo

### Da Primeira à Segunda Guerra Mundial
Na noite de 1 a 2 de abril de 1944, a linha direta da estação irá desempenhar um papel crucial em parar o massacre de Ascq.

### A estação desde a chegada do TGV
Em maio de 1993, o primeiro TGV vindo de Paris chega à estação de Lille-Flandres. No entanto, houve uma ligação província – província com Lyon, via Longueau e a Grande Ceinture, desde 1984 (isto é, nove anos antes do lançamento da LGV Nord).

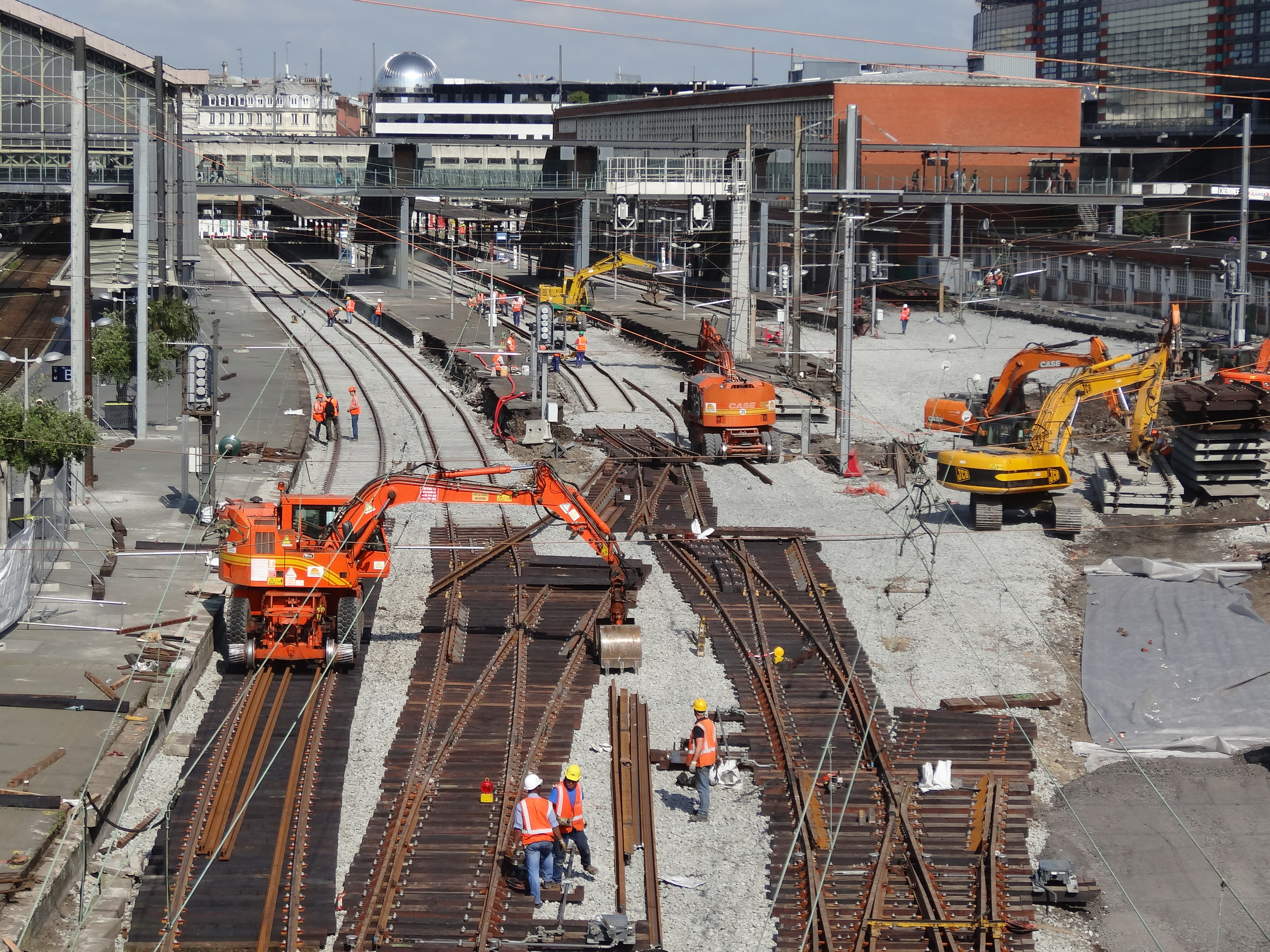
A estação anexa em obras, em 10 de julho de 2013.

Uma passarela metálica, equipada com escadas fixas e rolantes, servindo todas as plataformas, e permitindo também de juntar duas entradas para a estação (centro comercial Euralille ao norte, e a rue de Tournai ao sul). Ela é concebida pelo arquiteto François Deslaugiers.
No início dos anos 2000, o antigo centro de triagem do correio, ao lado da estação e que foi servido pelo seu feixe de vias, é salvo da demolição. No âmbito da operação " Lille 2004 ", é com efeito reconvertido sob o nome de Tri Postal em um lugar de exposições e concertos.
Os trabalhos foram desenvolvidos na estação até 2013, para reorganizar o tráfego, para um custo de 48,5 milhões de euros para um aumento global da capacidade · .
A partir de 2014, os espaços de viajantes da estação devem ser reorganizados, com a construção de um shopping center que compreenderá principalmente lojas, escritórios e serviços. Os acessos serão modificados, bem como os guichês, as telas e o acesso aos subterrâneos. A reabertura do salão ocorreu no dia 18 de dezembro de 2015. Uma parte destas obras (o custo é de 18 milhões de euros) foi concluída em agosto de 2016. A longo prazo, para 2025, uma estação subterrânea de quatro vias poderão ser criadas no âmbito do projeto Réseau Express Grand Lille.

Em março de 2014, a estação é a primeiro com a de Avinhão TGV a se beneficiar gratuitamente do Wi-Fi.

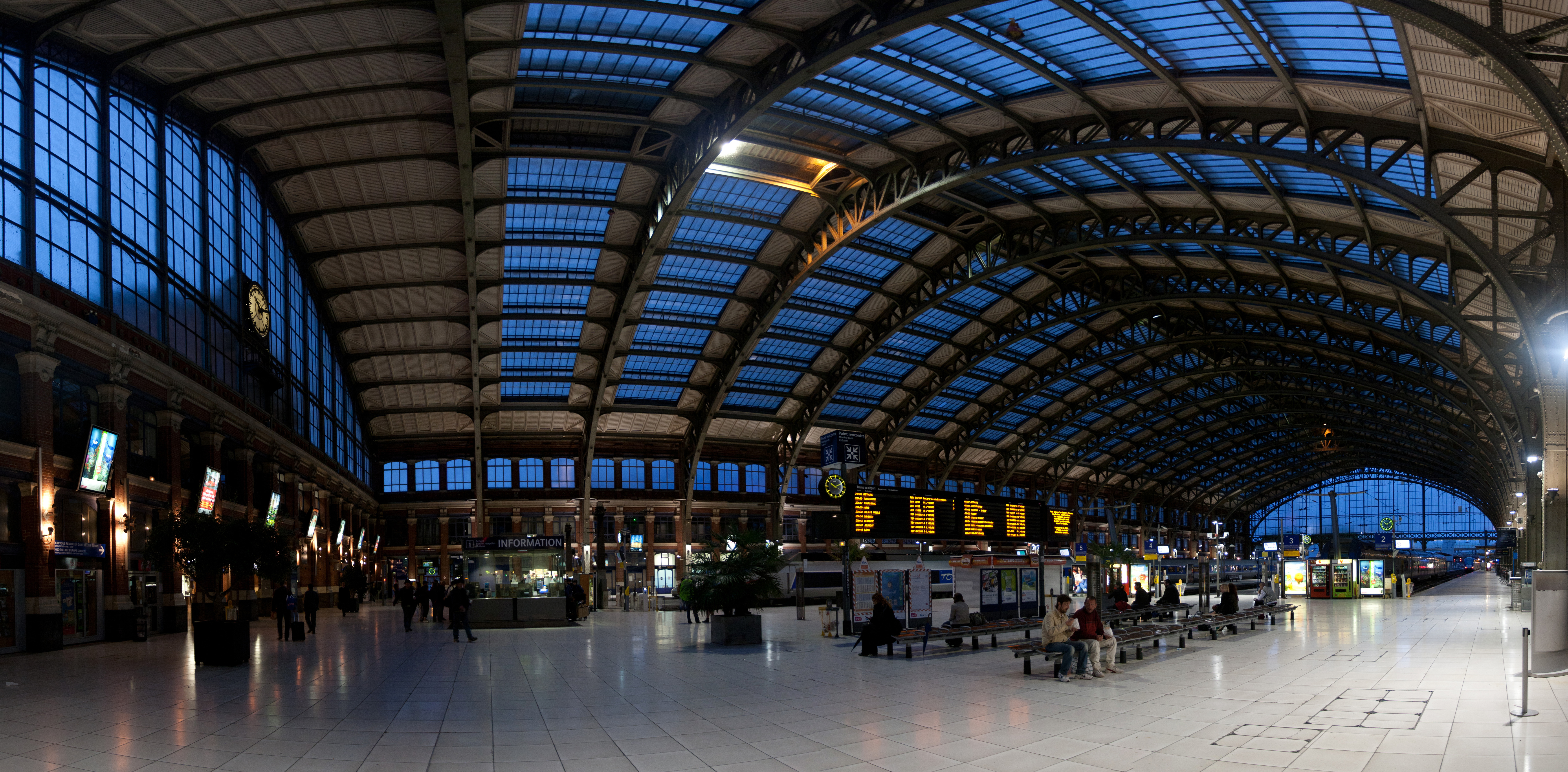
Vias de 2 a 9 (original).
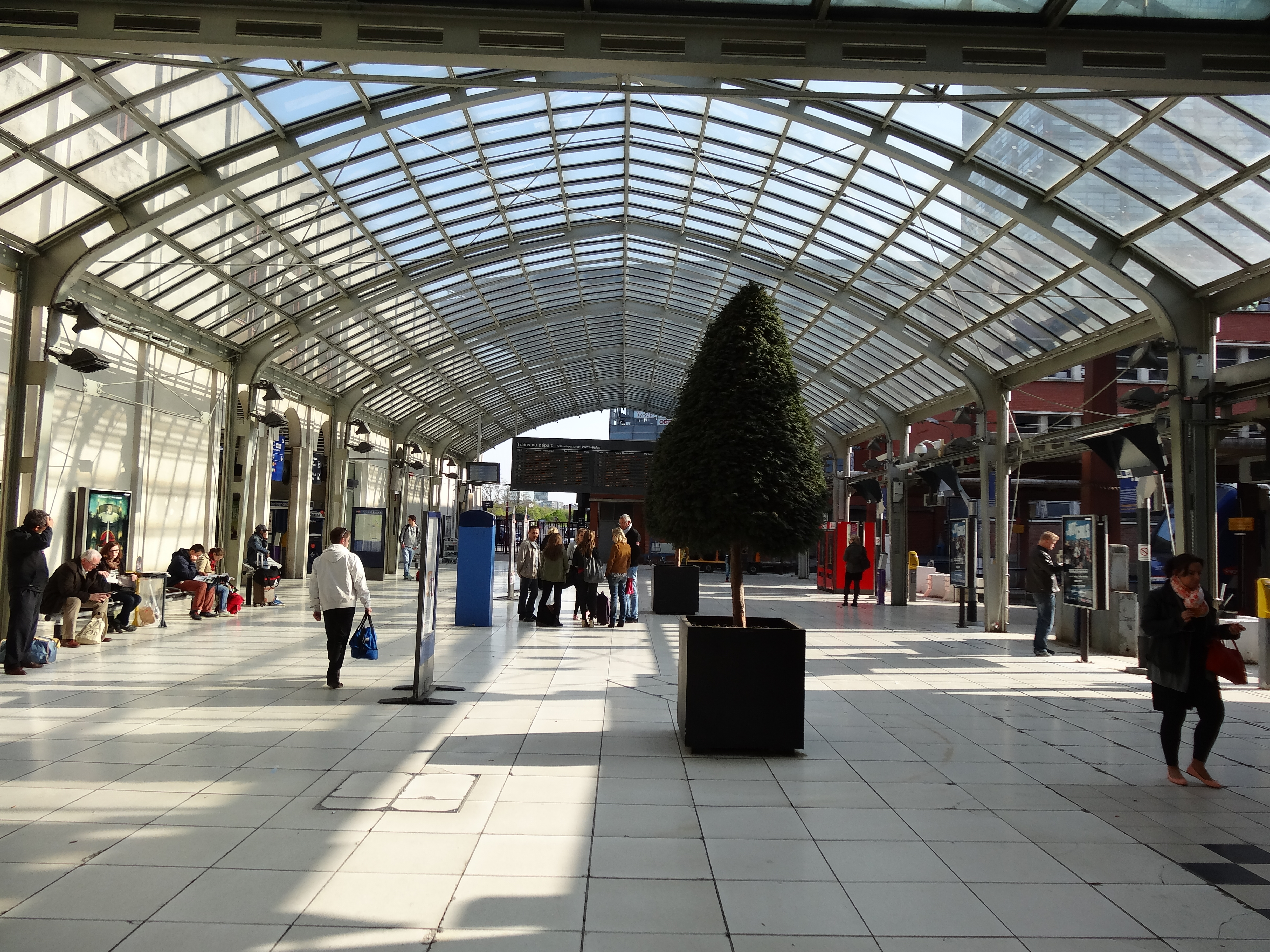
Vias de 10 a 16 (parte criada na década de 1980[1]).
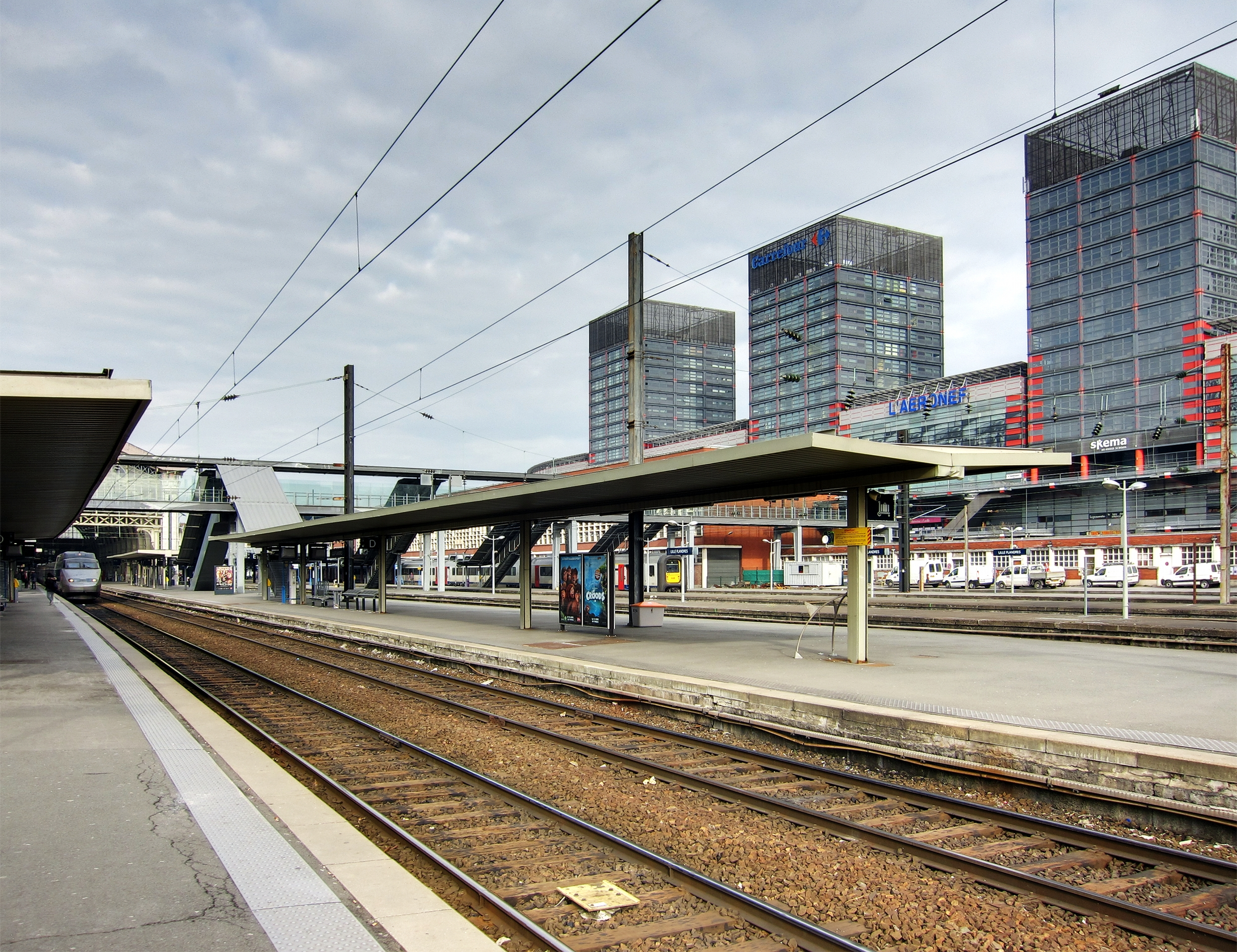
Plataformas.

## Serviço de passageiros

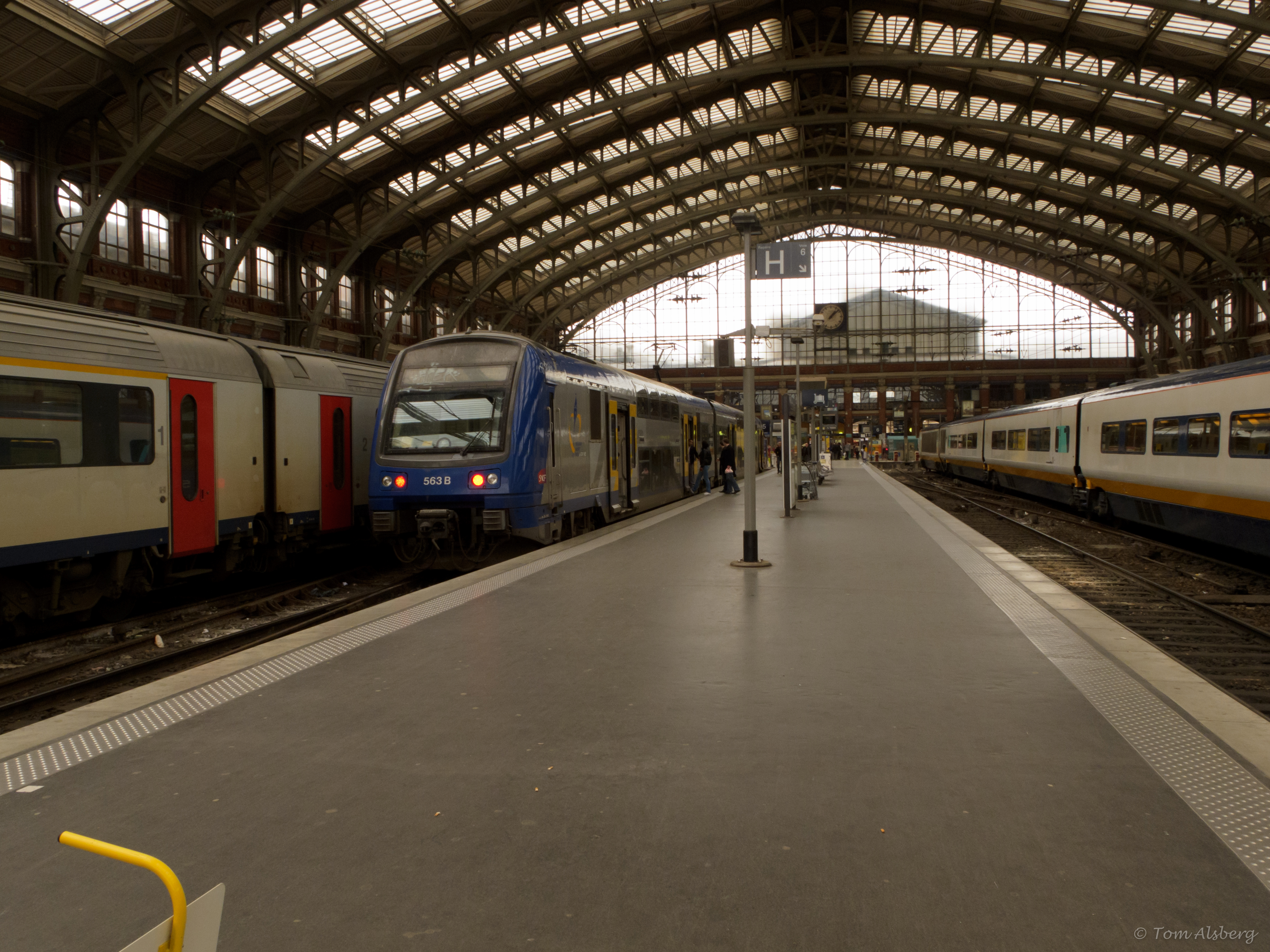
A estação é servida pela SNCB, o TER Nord-Pas-de-Calais, e o TGV.

### Entradas
Em 2011, 19,8 milhões de passageiros passaram pela estação.
A estação tem um tráfego de 21 milhões de passageiros anuais em 2012 e cerca de 80 000 diários. Ela é a primeira estação de província para o tráfego TER, e o segunda de todo o tráfego combinado.
Em 2014, a frequência anual total é estimada em 26 814 731 pessoas; o número de passageiros em trânsito totaliza 18 502 164.

### Conexão
Ela se conecta com o TGV vindo de Paris-Nord (incluindo todos as ligações suplementares colocadas no local durante a braderie de Lille), mas também de Marseille Saint-Charles, Bordeaux-Saint-Jean, Lyon-Part-Dieu, etc. (bem como os fretados pela arquidiocese de Lille, para a peregrinação anual a Lourdes), em razão da saturação da estação de Lille-Europe (que representa 23% do tráfego ferroviário de Lille-Flandres). Além disso, a ligação pelo trem Lunéa entre Lille e Nice foi encerrado desde 25 de junho de 2009.
Todos os TER Nord-Pas-de-Calais vindos da Normandia (Ruão) e da região (Amiens, Saint-Quentin, Arras, Douai, Lens, Valenciennes, Jeumont, Hirson, Béthune, Hazebrouck, Dunquerque, Bolonha-sobre-o-Mar, Calais, Tourcoing, Saint-Omer, etc.) são seu terminal. A estação também serve os trens InterCity (conhecidos como TER na França) vêm da Bélgica, fornecidos pela SNCB : Courtrai, Antuérpia, Tournai e Namur. Os TER representam 77% do tráfego.

### Intermodalidade

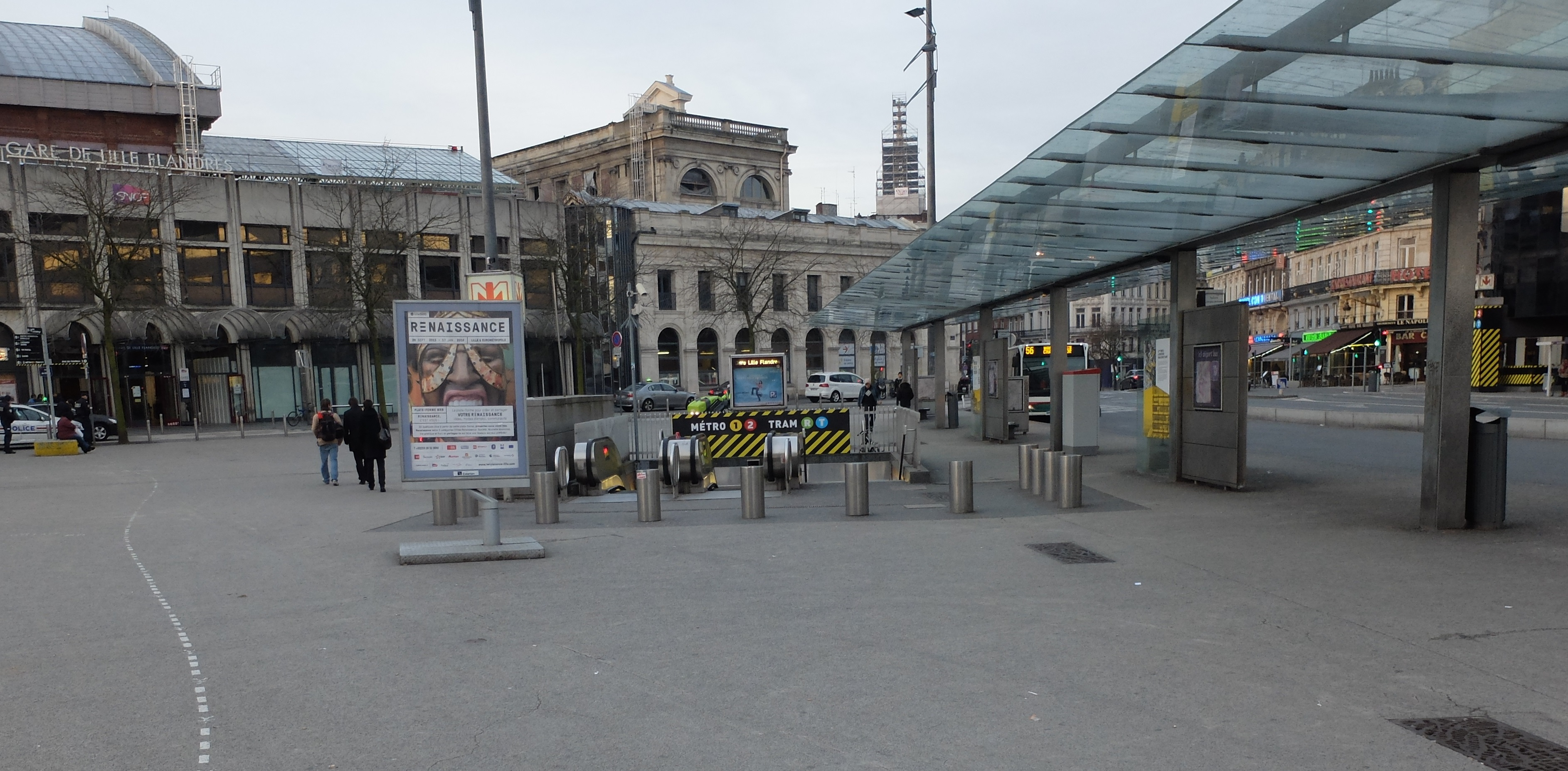
Uma entrada para a estação de metrô

A estação de Lille-Flandres se tornou, com a chegada do primeiro metrô VAL em 1983-1984, um centro de integração. A estação foi modificada para se conectar com a estação de metrô localizado sob a place des Buisses. Também para reforçar o centro de integração, o terminal do tramway, anteriormente localizado perto da ópera, é movida perto da estação de metrô.
Ela é servida: pelas linhas 1 e 2 do metrô; pelas linhas R e T do tramway; e por várias linhas de ônibus.
Finalmente, uma grande frota de táxis estacionados perto da estação, na praça des Buisses em direção a Lille-Europe. Ela também dispõe de várias estações de bicicletas em autoatendimento (V'Lille), bem como uma estação de carros em autoatendimento (Lilas).

## No cinema
A cena da estação em Bienvenue chez les Ch'tis de Dany Boon se passa na plataforma da via no 9. A estação de trem também é visível em uma cena de La Vie d'Adèle.

## Projetos
No âmbito do projeto do Réseau Express Grand Lille, uma estação será feita sob Lille-Flandres, na proximidade da atual estação do tramway e dos metrôs. De acordo com James Golen, que supervisiona o projeto para o conselho regional, a extensão subterrânea incluirá quatro plataformas. Lille-Flandres será então ligada ao bassin minier em 21 minutos.